# Black and White 050505
Cet article possède un paronyme, voir Black and White.
Albums de Simple Minds
Our Secrets Are the Same
(2004) Graffiti Soul
(2009)
Black & White 050505 est le quinzième album studio des Simple Minds. Cet album souligne le retour au son énergique avec le retour de Mel Gaynor à la batterie et de Bob Clearmountain au mixage.

## Liste des titres
| 1.    | Stay Visible                  | 5:19 |
| 2.    | Home                          | 4:23 |
| 3.    | Stranger                      | 4:07 |
| 4.    | Different World (TAORMINA.ME) | 4:37 |
| 5.    | Underneath The Ice            | 4:45 |
| 6.    | The Jeweller Part 2           | 4:18 |
| 7.    | A Life Shot In Black & White  | 3:35 |
| 8.    | Kiss The Ground               | 4:06 |
| 9.    | Dolphins                      | 5:57 |
| 41:11 |                               |      |

## Simples extraits
- Home
- Stranger
- The Jeweller (part II)
- Different World (Taormina.me)

## Membres
- Jim Kerr - Voix
- Charlie Burchill - Guitares & Claviers
- Mel Gaynor - Batterie
- Eddie Duffy - Basse
- Andy Gillespsie - Claviers pour la tournée